# Giuseppe Moscati

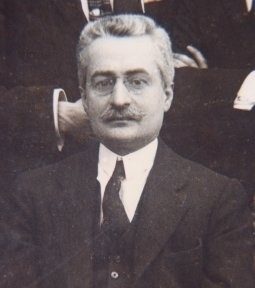
Giuseppe Moscati

Der Heilige Giuseppe Moscati, auch Josef Moscati (* 25. Juli 1880 in Benevento bei Avellino; † 12. April 1927 in Neapel) war ein italienischer Arzt, Wissenschaftler und Universitätsprofessor. Er wurde 1975 von Papst Paul VI. selig und 1987 von Papst Johannes Paul II. heiliggesprochen. Seinen Festtag begeht die katholische Kirche am 12. April, die Erzbistümer Neapel und Amalfi-Cava de’ Tirreni gesondert am 16. November. Moscati war einer der ersten Ärzte, die Insulin zur Behandlung von Diabetes verwendeten.

## Leben
Giuseppe Moscati wurde 1880 als siebtes von neun Kindern des Richters Francesco Moscati (1836–1897) und dessen Ehefrau Rosa de Luca, die aus der Familie des Grafen von Roseto stammte, geboren. Sein Vater war Richter und Präsident des Gerichts von Benevento und wechselte 1888 an das Berufungsgericht in Neapel. 
Nach dem Abitur am Vittorio-Emanuele-Institut nahm Moscati 1897 das Medizinstudium an der Universität Neapel auf, welches er 1903 mit dem Doktorat abschloss. Zu seinen Lehrern zählten unter anderem die Professoren Giuseppe Albini, Giovanni Paladino und Pietro Castellino. Seine berufliche Tätigkeit begann Moscati am Incurabili-Krankenhaus (Ospedale di S. Maria del Popolo), 1908 wurde er Assistent am Institut für Physiologische Chemie. 1911 erfolgte seine Ernennung zum Privatdozenten für Physiologische Chemie. Später wurde er Direktor des Instituts für Pathologische Anatomie. Einen Ruf als Professor für Physiologische Chemie schlug er aus, um sich weiterhin der Arbeit im Krankenhaus widmen zu können. 1922 wurde er Privatdozent für Allgemeine Medizin. 
Moscati starb nach kurzer Krankheit am 12. April 1927. Drei Jahre nach seinem Tod erfolgte eine Überführung in die Kirche Gesù Nuovo.

## Wirken

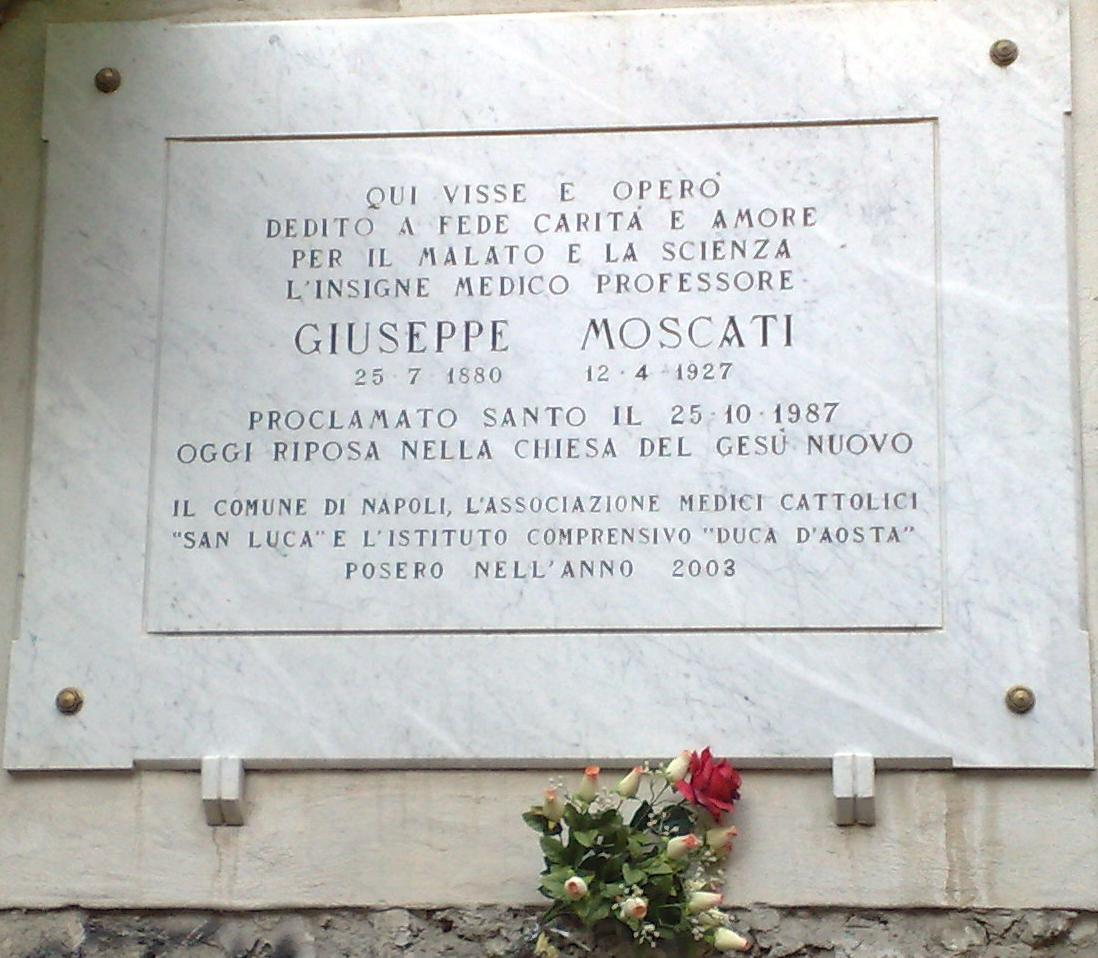
Gedenktafel für Moscati in Neapel

Bereits frühzeitig zeichnete sich Giuseppe Moscati durch seinen humanitären Einsatz aus. Beim Ausbruch des Vesuv im Jahre 1906 leistete der den Betroffenen unmittelbare Hilfe und veranlasste u. a. die Räumung des Krankenhauses in Torre del Greco. Auch bei der Cholera-Epidemie in Neapel im Jahre 1911 war er Tag und Nacht bei den Kranken. Während des Ersten Weltkriegs behandelte er ca. 3000 Soldaten. Er kümmerte sich dabei auch um die geistige Gesundheit der Soldaten und verfasste beispielsweise Tagebücher und Gedichte für sie.
Moscati war dafür bekannt, sich in besonderem Maße um die Armen und die Sterbenden zu sorgen. Oft nahm er kein Honorar oder arbeitete nur für eine geringe Entlohnung und gab zudem beträchtliche Spenden für Medikamente für notleidende Kranke. Obgleich Moscati den Ruf als Professor nach Neapel ausschlug, betätigte er sich doch immer auch als Lehrer; ein Gebiet, auf dem er nach dem einhelligen Zeugnis seiner Schüler besondere Begabung hatte.

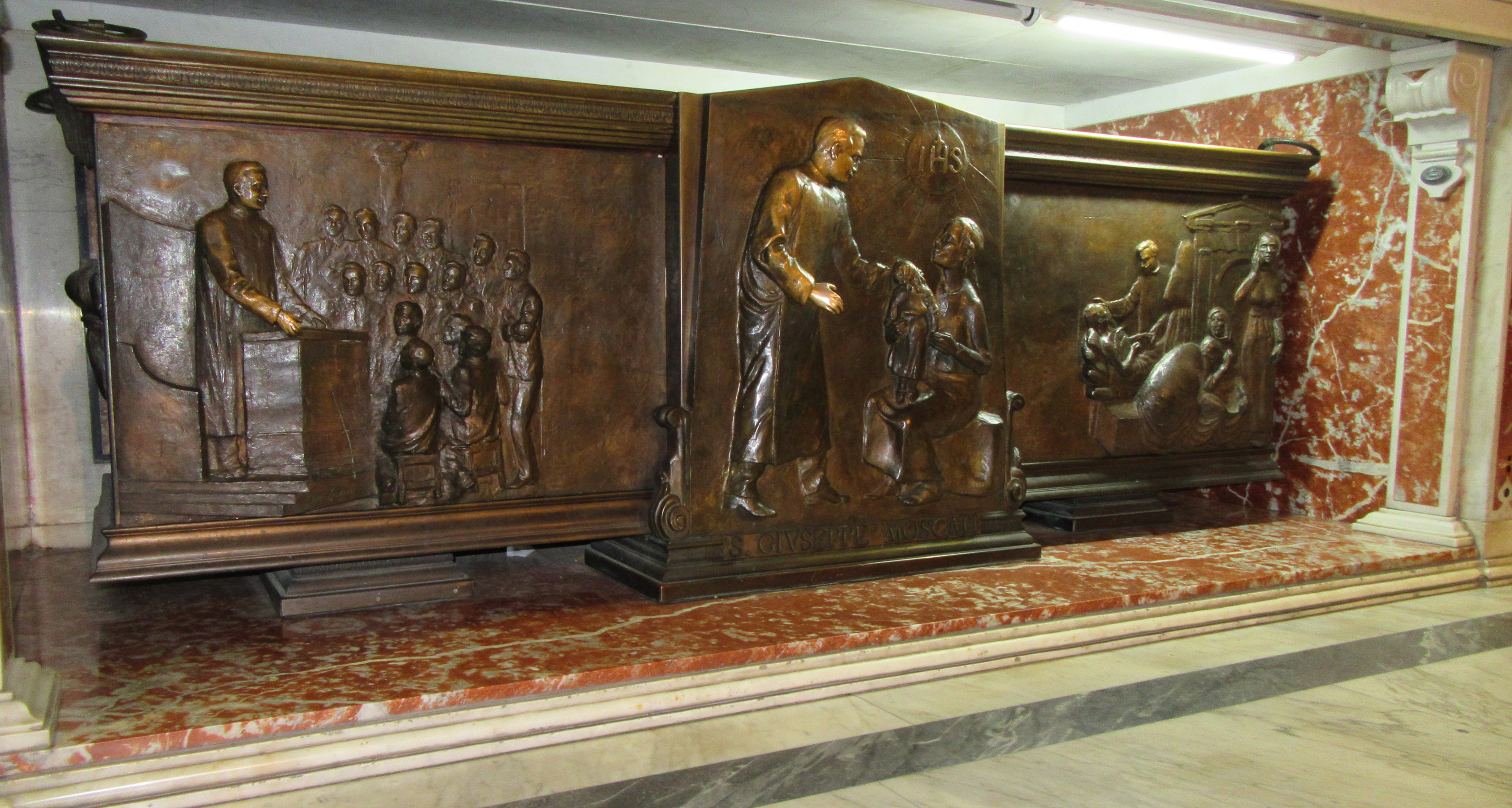
Moscati Grab, Gesù-Nuovo-Kirche, Neapel

Die zwei von der katholischen Kirche (für die Seligsprechung notwendigen) anerkannten Wunder sind die Heilung eines Patienten an Morbus Addison sowie die Heilung eines Patienten an zerebrospinaler Meningitis. Als anerkanntes Wunder im Rahmen der Heiligsprechung gilt die Heilung eines Patienten mit akuter Leukämie nach Moscatis Tod; der Mutter des Patienten war Moscati im Traum erschienen und sie bat ihn daraufhin in Gebeten um Beistand.
Die Bedeutung Moscatis verdeutlicht ein Auszug aus der Rede des damaligen Papstes Johannes Paul II. zur Heiligsprechung: „Der Mann, den wir als Heiligen der Weltkirche seit heute anrufen werden, erscheint uns als eine tatsächliche Verwirklichung vom Ideal des christlichen Laien. Joseph Moscati, Chefarzt, ausgezeichneter Forscher, Universitätslehrer für Humanphysiologie und Physiologische Chemie, erlebte seine vielseitigen Aufgaben mit dem Fleiß und Ernst, die für die Ausübung dieser schwierigen weltlichen Berufe notwendig sind. Von diesem Standpunkt aus ist Moscati als Vorbild nicht nur zu bewundern, sondern, besonders vom Sanitätspersonal, auch nachzuahmen. Er ist Vorbild selbst für die Menschen, die seinen Glauben nicht billigen.“

## Zitate
„Die Kranken sind Gestalten Jesu Christi; unsterbliche, göttliche Seelen, die man der evangelischen Vorschrift nach wie sich selbst lieben soll.“
„Man darf den Schmerz nicht als Zuckung oder Muskelkontraktion behandeln, sondern als den Schrei einer Seele, zu der ein anderer Bruder mit dem Feuer der Liebe, der Barmherzigkeit, eilt.“

## Film über Giuseppe Moscati
- 2007: Die Liebe, die heilt – Professor Moscati (Originaltitel: Giuseppe Moscati: L'amore che guarisce) Regie: Giacomo Campiotti